# Svarta fåret
Svarta fåret är ett musikalbum av Kal P. Dal utgivet 1980 av Sonet. Liksom på dom tre tidigare albumen innehåller det delvis tolkningar av engelska låtar, fast med svensk text.

## Låtlista
| 1.           | Bara en annan natt                                | Kal P. Dal                                      |              | 3:46  |
| 2.           | Mög för maj                                       | Dan Hylander (musik), Kal P. Dal (text & musik) |              | 3:24  |
| 3.           | Det gäller daj (Everybody Needs Somebody To Love) | Bert Berns, Jerry Wexler, Solomon Burke         | Kal P. Dal   | 1:43  |
| 4.           | Kom ner från ditt torn                            | Kal P. Dal                                      |              | 3:35  |
| 5.           | Mimmie Money                                      | Kal P. Dal (text), Kal P. Dal (text & musik)    |              | 2:23  |
| Total längd: | Total längd:                                      | Total längd:                                    | Total längd: | 14:51 |

| 1.           | Lörda'                                            | Kal P. Dal                                |              | 3:01  |
| 2.           | Heta nätter                                       | Kal P. Dal                                |              | 2:48  |
| 3.           | Ja' kan li en regnig kväll (I Love A Rainy Night) | David Malloy, Eddie Rabbitt, Even Stevens | Kal P. Dal   | 3:17  |
| 4.           | Balladen om flickan och dom två munkarna          | Dan Hylander                              |              | 4:35  |
| 5.           | Har du va't på tv?                                | Kal P. Dal                                |              | 1:37  |
| Total längd: | Total längd:                                      | Total längd:                              | Total längd: | 15:18 |

## Medverkande[1]
- Kal P. Dal
- Bronco Nyman
- Jan Morge
- Jan Knuda

### Övriga medverkande
| - Bengt Lundberg, elgitarr - David Carlsson, elgitarr, akustisk gitarr - Dan Hylander, elgitarr, kör - Mats Englund, bas, blås-arrangemang (B4) - Per Alsing, trummor - Hans Olsson, orgel - Clarence Öfwerman, piano, stråk-arrangemang, blås-arrangemang (A1) - Dave Castle, saxofon-solo (B3), blås - Py Bäckman, kör | - Agneta Olsson, kör - Peter Lundblad, kör - Gunnar Gunrup, blås - Kojtec Wojcieckowski, blås - Anders Dahl, violin - Thomas Sundquist, violin - Sixten Strömvall, violin - Åke Olofsson, cello |